# Michael B. Leavitt
Michael Bennett Leavitt (1843-1935) est un entrepreneur, directeur et producteur de théâtre américain. Il entre dans le show business en tant que chanteur de minstrel show de type blackface. Dans les années 1860, Leavitt fait le grand saut vers la direction et, suivant le précédent établi par d'autres, fait des tournées avec des troupes de spectacle de variétés dans les zones rurales, les présentant comme d'authentiques divertissements urbains. En 1870, Leavitt se fait un nom dans l’industrie du théâtre en important des numéros d’Europe en Amérique du Nord. Les compagnies de Leavitt effectuent des tournées aux États-Unis et au Mexique ; il a un accès privilégié aux meilleurs théâtres de ces derniers. Il travaille parfois en partenariat avec son frère Abraham Leavitt. Les pièces qu'il dirige incluent les magiciens Alexander Herrmann (en) et Harry Kellar.
Dans ses mémoires, Leavitt affirme avoir apporté plusieurs innovations dans le show business américain. Par exemple, il s'attribue l'introduction des affiches de théâtre lithographiques aux États-Unis en 1872 après en avoir ramené d'Europe. À la fin des années 1870, l’impression lithographique commence à supplanter l’impression en bloc pour la publicité théâtrale. Leavitt affirme qu'à la fin des années 1870, ses six à huit compagnies burlesques en tournée ont besoin de 8 000 à 20 000 dollars d'affiches lithographiques chaque saison. Une autre affirmation de Leavitt est qu'il est le premier à utiliser « all star » comme description de facturation. Il affirme qu'en 1880, il est le premier à utiliser le terme vaudeville pour décrire un spectacle de variétés.
Les historiens citent généralement la plus grande innovation de Leavitt comme la création de la première compagnie burlesque en tournée et du style burlesque en général,. Leavitt est témoin d'une troupe européenne connue sous le nom de Rentz's Circus dans les années 1870. Il décide alors de former une troupe de ménestrels entièrement féminine, qu'il baptise Madame Rentz's Female Minstrels (en). Le format de ses spectacles, introduit par Leavitt, fusionne le blackface minstrel en trois actes avec des aspects du spectacle de la troupe entièrement féminine de Lydia Thompson, du vaudeville et du spectacle travesti. Il qualifie le nouveau genre de « burlesque »,. La troupe, rebaptisée plus tard Rentz-Stantley Company, puis Rentz-Stantley Novelty and Burlesque Company, est un succès et établit la norme pour les compagnies burlesques dans les années 1880 et 1890.
Leavitt a un goût pour le sensationnalisme. Par exemple, en 1884, il achète les droits de The Danites, une pièce de McKee Rankin (en) assez critique à l'égard de l'Église de Jésus-Christ des Saints des Derniers Jours (Mormons). Leavitt décide de mettre en scène la pièce à Salt Lake City, centre historique du mormonisme, comme coup publicitaire.
Leavitt s'occupe également des magiciens Alexander Herrmann et Harry Kellar. « Chaque fois que j'ouvre un nouveau théâtre », déclare un jour Leavitt, « je veux m'assurer d'avoir de grandes foules, je demanderai à Herrmann le Grand de jouer à cette date ». Herrmann est un atout important, recevant cinquante pour cent des recettes brutes, gagnant 75 000 $ par an (environ 3 millions de dollars selon les chiffres d'aujourd'hui).
Âgé de 70 ans en 1914, Leavitt sort de sa retraite pour se lancer dans le cinéma. Il obtient les droits de présentation du film Sixty Years a Queen (en) dans les provinces maritimes canadiennes. Malgré son âge avancé, le chroniqueur du show business Robert Grau décrit Leavitt comme « encore aussi vif et apparemment aussi jeune qu'il l'est dans ses beaux jours ».